# Teatre (edifici)
Un teatre o sala, és un edifici dissenyat per a presentar-hi obres teatrals i altres espectacles.
En la creació i programació dels espectacles que s'hi representen repercuteixen tant aspectes físics de la construcció (tals com la ubicació, morfologia o capacitat, per exemple) com la propietat i la política del lloc teatral, incloent-hi el caràcter públic o privat de la propietat, alguna possible especialització i el tipus de públic a qui va dirigit.

Els grec i romans van construir els primers teatres construïts específicament dels quals tenim constància. La paraula prové del grec antic θέατρον (theatron). De l'edifici, la paraula va conèixer una extensió de significat cap a les obres artístiques, la companyia d'actors o el conjunt del públic.

## Les parts del teatre
Les parts d'un teatre tradicional occidental es poden dividir en les parts de l'escenari (prosceni, teló, fossa, trapes, etc), (l'espai per) l'orquestra, les parts de la rereescena (bambolines, camerinos, magatzems, etc) i altres parts tècniques, i les del lloc del públic. Aquests darrers espais inclouen el vestíbul, el distribuïdor, i les parts on s'asseu el públic: la platea (pla terrer o pati de butaques), els nivells, amb llotges (compartiments amb butaques) o sense, i, si és un teatre molt gran, el galliner o cassola (el nivell més alt).

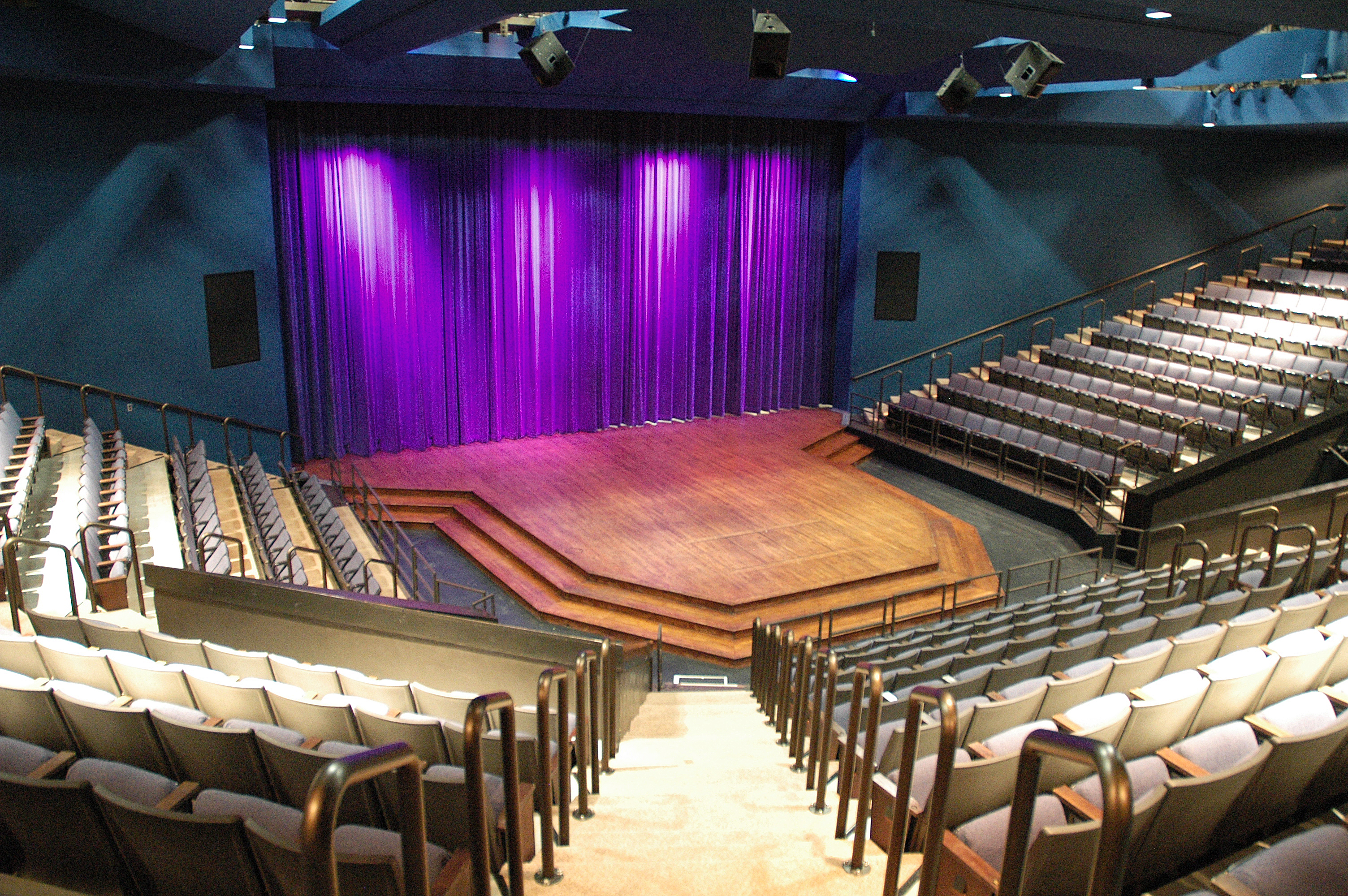
Escenari

### Escenari
Aquest espai és el destinat per a la representació teatral. És sovint una tarima, d'uns 30 a 100 centímetres, i marca de quina forma i disposició es situaran els espais per als espectadors. És l'espai de més interès durant tot l'espectacle teatral, per tant la il·luminació i el rang visual del qual es disposi és de molta importància. La zona de l'escenari més propera al públic i que queda fora del teló s'anomena prosceni

### Rereescena

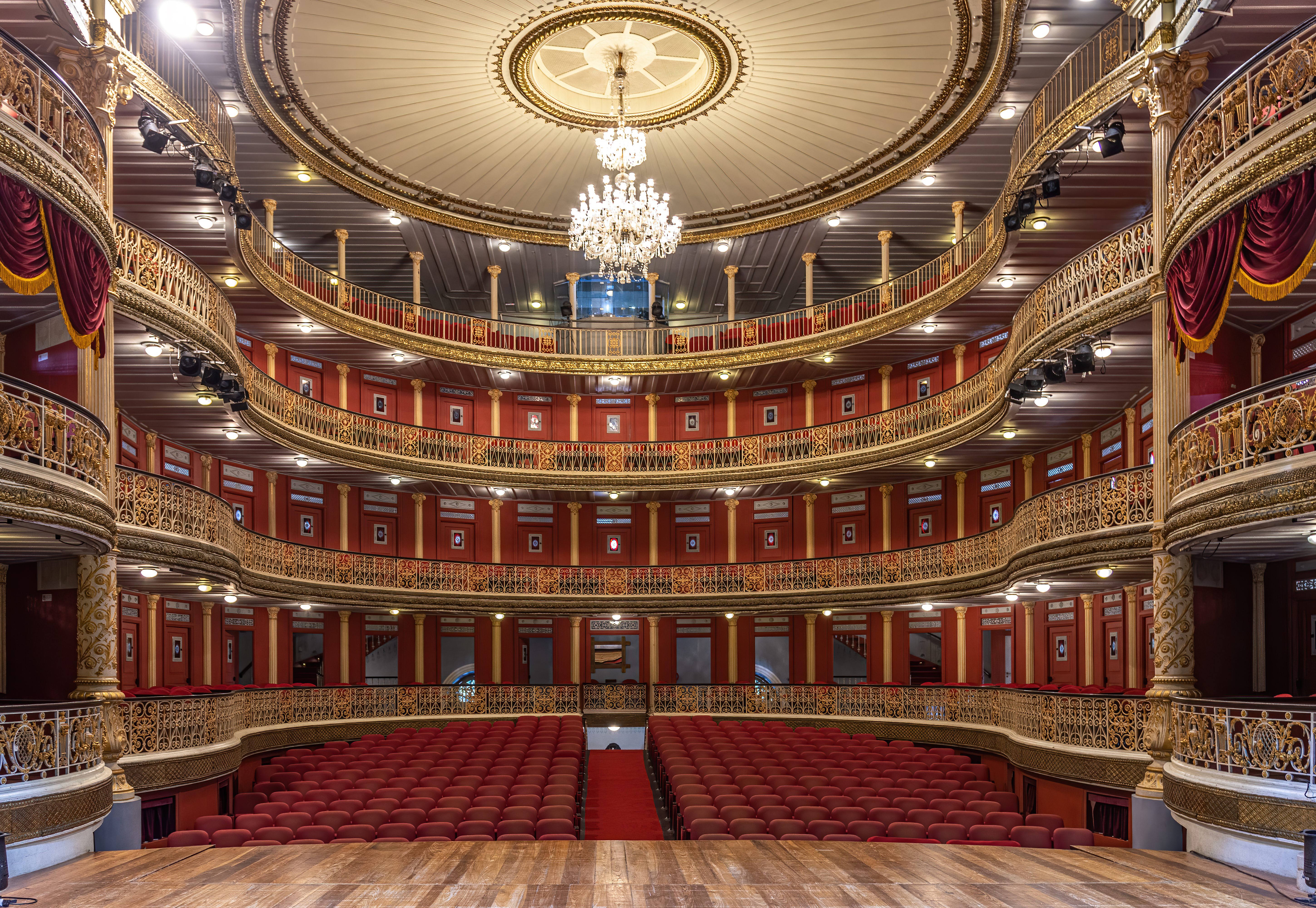
Teatre de Santa Isabel, Recife, Brasil. Platea i llotges

La rereescena acostuma a ser un espai polivalent que s'utilitza per a guardar o preparar el material que es fa servir durant la representació, espai de treball de l'equip o pont de maniobres, àrea on els tècnics realitzen les maniobres per moure els decorats suspesos. La rereescena pot ser conectada amb una esclusa acústica (doble porta que evita que el soroll exterior transpasi) amb els camerinos, vestidors i altres sales de treball i preparació.

### Sala o auditori
La sala o auditori és l'espai on es situen els espectadors. Pot tenir una forma de ferradura, frontal o poligonal. Aquest espai es divideix en:

#### Platea

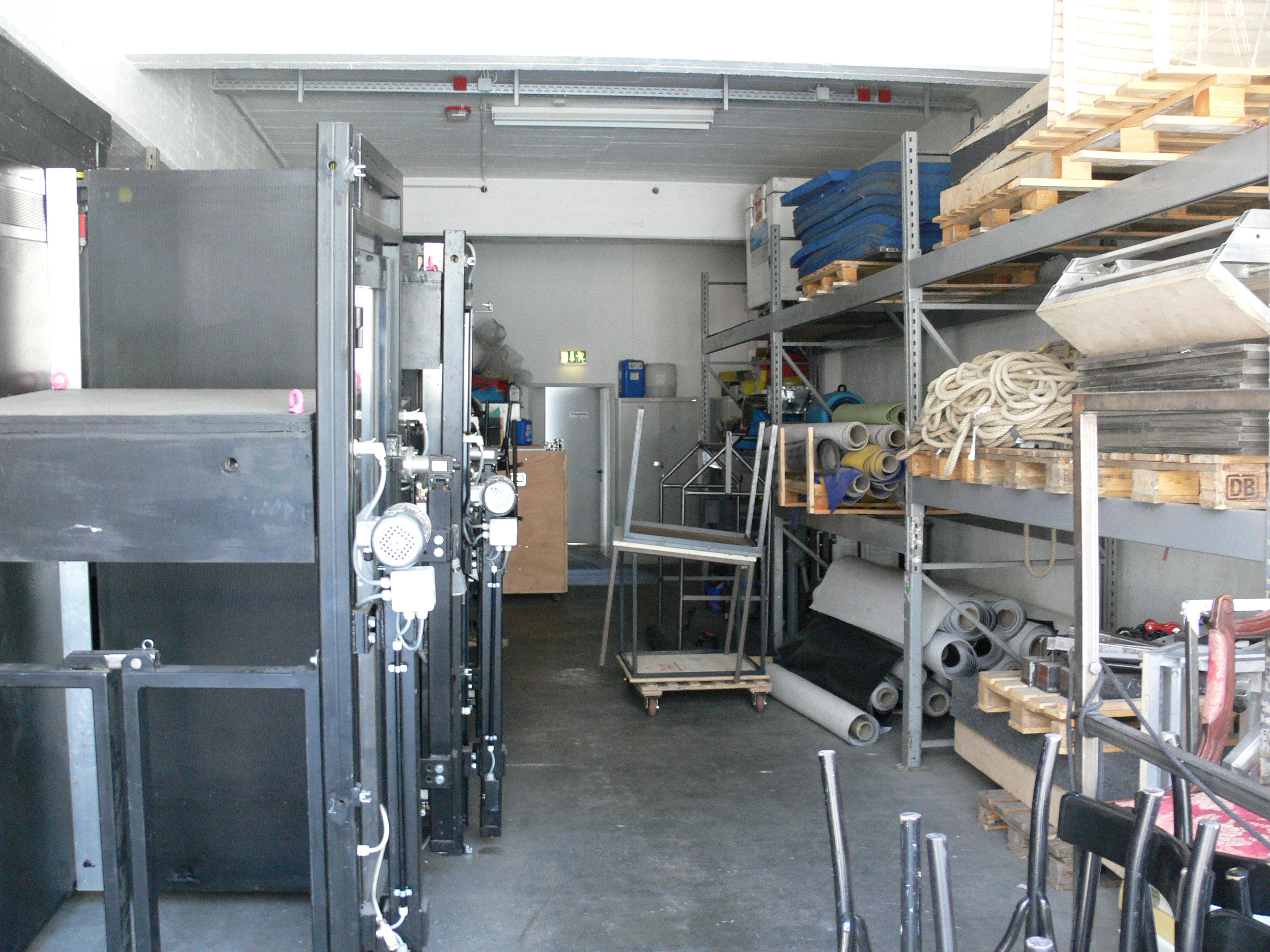
Espai d'emmagatzematge d'un teatre

La platea o pati de butaques és l'espai inferior de la sala. En certs teatres es poden treure els seients per a augmentar la capacitat i assistir a peu dret. En una platea amb butaques hi ha passadissos laterals o centrals. És considerada la zona millor situada per a l'observació de l'obra.

#### Balcó
El balcó és una zona de butaques situat en un nivell superior a la platea o a sobre d'un altre balcó. Aquest espai està situat de forma frontal a l'escenari i en menor freqüència en els laterals. Quan aquests es situen en els laterals de la sala s'anomenen galeries i normalment tenen dues o tres files de butaques.

#### Llotja

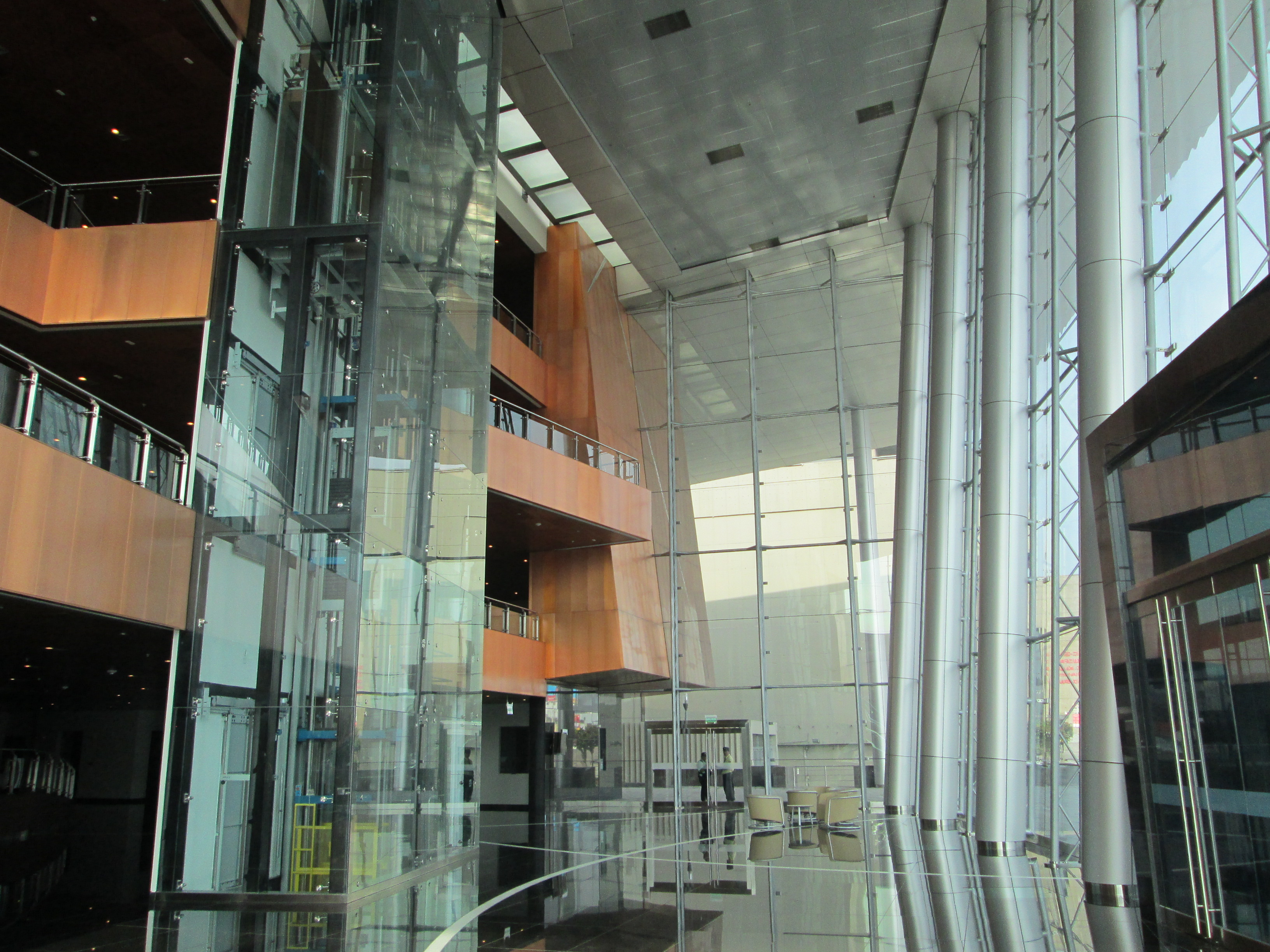
Foyer del Gran Teatro Nacional del Perú

La llotja és una zona de butaques situat en nivells superiors a la platea i disposats normalment als laterals de la sala i en menor mesura al frontal de l'escenari, depenent de les característiques espacials de l'edifici o les necessitats d'aquest. Aquests espais estan pensats per a grups petits d'espectadors i estan separats entre si per a garantir la intimitat dels grups.

### Vestíbul
També anomenat foyer, aquest espai està situat fora de l'auditori i s'utilitza per a l'espera abans de començar l'obra, zona de descans entre actes i espai de trobada del públic. Acostuma a tenir entrada directa des de l'exterior i normalment s'aprofita aquest espai per a posar taquilles de venda d'entrades, serveis bàsics, seients o bancs. També pot tenir locals de restauració, accés a pàrquings i vegetació o decoracions que facin més agradable l'espai.

### 

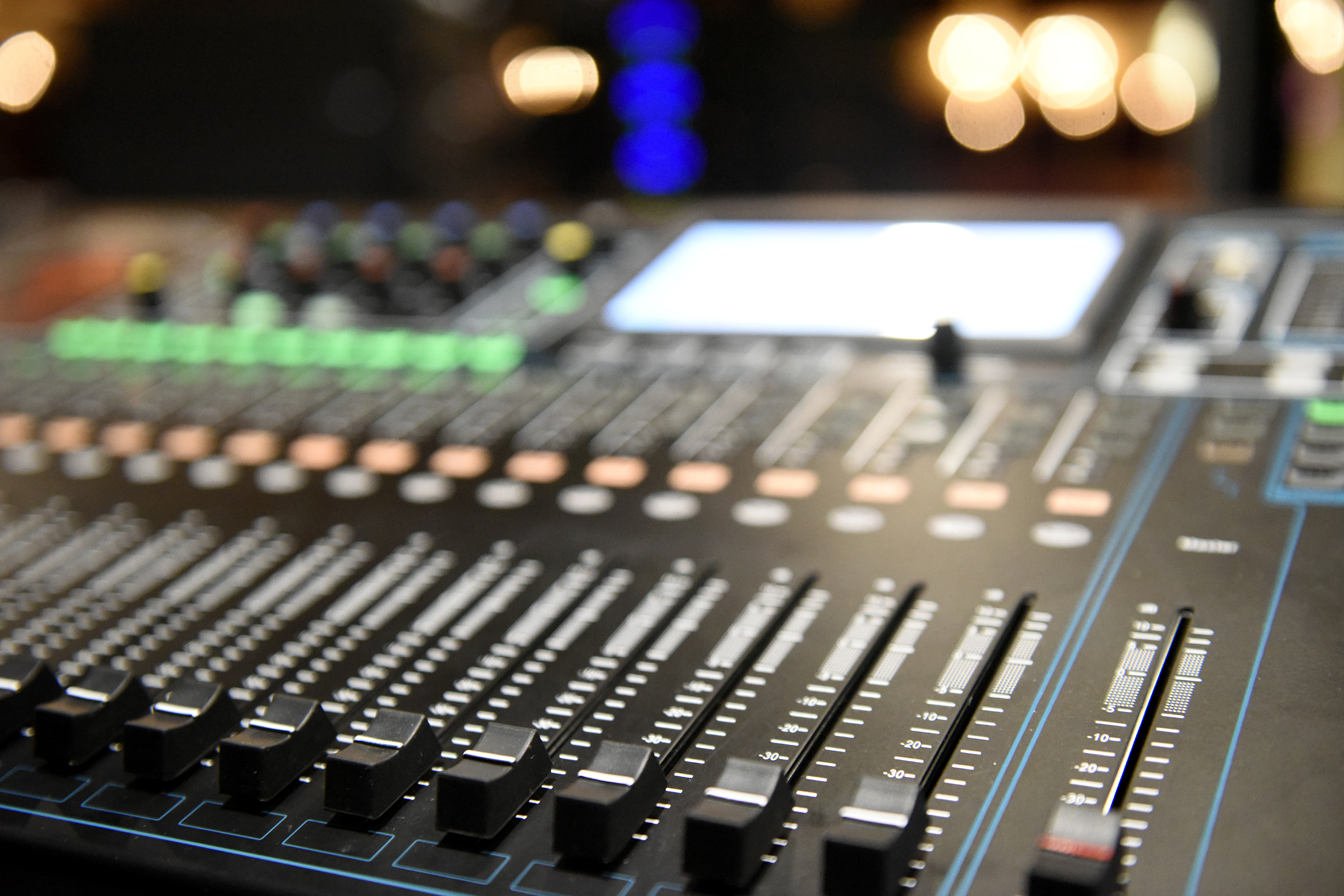
Taula de mescles de la cabina de control

### Espais tècnics

#### Cabina de control
Aquesta cabina és un espai lleugerament elevat i tancat on es controla la il·luminació i el so durant una representació teatral. Aquest espai té una connexió visual directa amb l'escenari i la sala per una finestra. També s'anomena cabina de so, d'àudio o de control de la il·luminació.

#### Cabina de seguidors
La cabina de seguidors, anomenada també cabina de canyons, és un espai situat en els nivells més alts de la sala on es controlen potents focus de llum que van seguint als personatges principals de l'obra teatral. Actualment aquest procés està majoritàriament automatitzat i alguns teatres no disposen d'aquesta cabina.

#### Cabina de projeccions
La cabina de projeccions és un compartiment elevat i tancat on s'instal·la i opera l'equip de projecció.

#### Habitacle de trampes
L'habitacle de trampes és un espai situat a sota de l'escenari on es duen a terme efectes escènics i per on es pot accedir a l'escenari mitjançant plataformes elevadores anomenades trampes.

## Característiques arquitectòniques

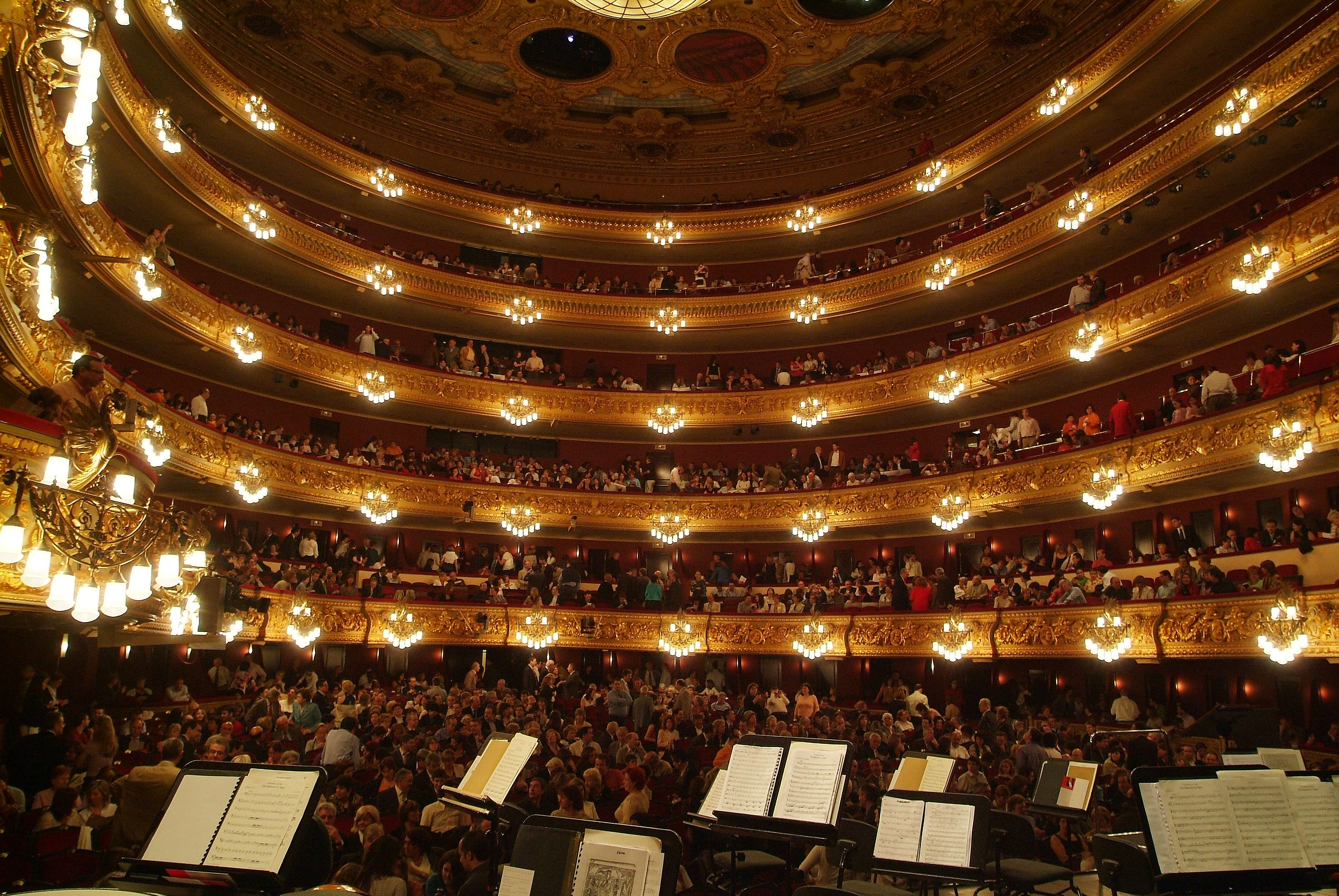
Teatre del Liceu

A causa de l'ús particular que tenen aquests edificis és necessari tenir molt de compte amb l'acústica i la il·luminació que hi haurà a l'interior d'aquests edificis i sales doncs són els factors que més poden perjudicar a un bon funcionament de l'obra teatral. Els teatres a l'aire lliure són totalment dependents de la meteorologia i il·luminació de cada moment del dia tot i que es pot posar llum artificial. Controlar l'acústica a l'exterior també es fa molt complicat doncs no hi ha barreres acústiques. És per això que durant el renaixement es van començar a fer molt populars els teatres interiors.

### Acústica
Tenir una bona acústica dins de les sales de teatre és fonamental per a que tots els espectadors puguin entendre i seguir el fil dels personatges així com gaudir dels efectes de so que es duen a terme durant l'obra teatral. Per això és important que els sons arribin directament a tots els espectadors i no hi hagi reverberació. Per a aconseguir una bona acústica és important tenir en compte la mida i la conformació estructural de la sala, els materials d'acabat (moqueta, telons, butaques tapissades...) i fer els anàlisis acústics necessaris per a complir amb els requisits demanats. S'ha de tenir en compte que una sala funciona de forma molt diferent amb els espectadors que sense aquests.

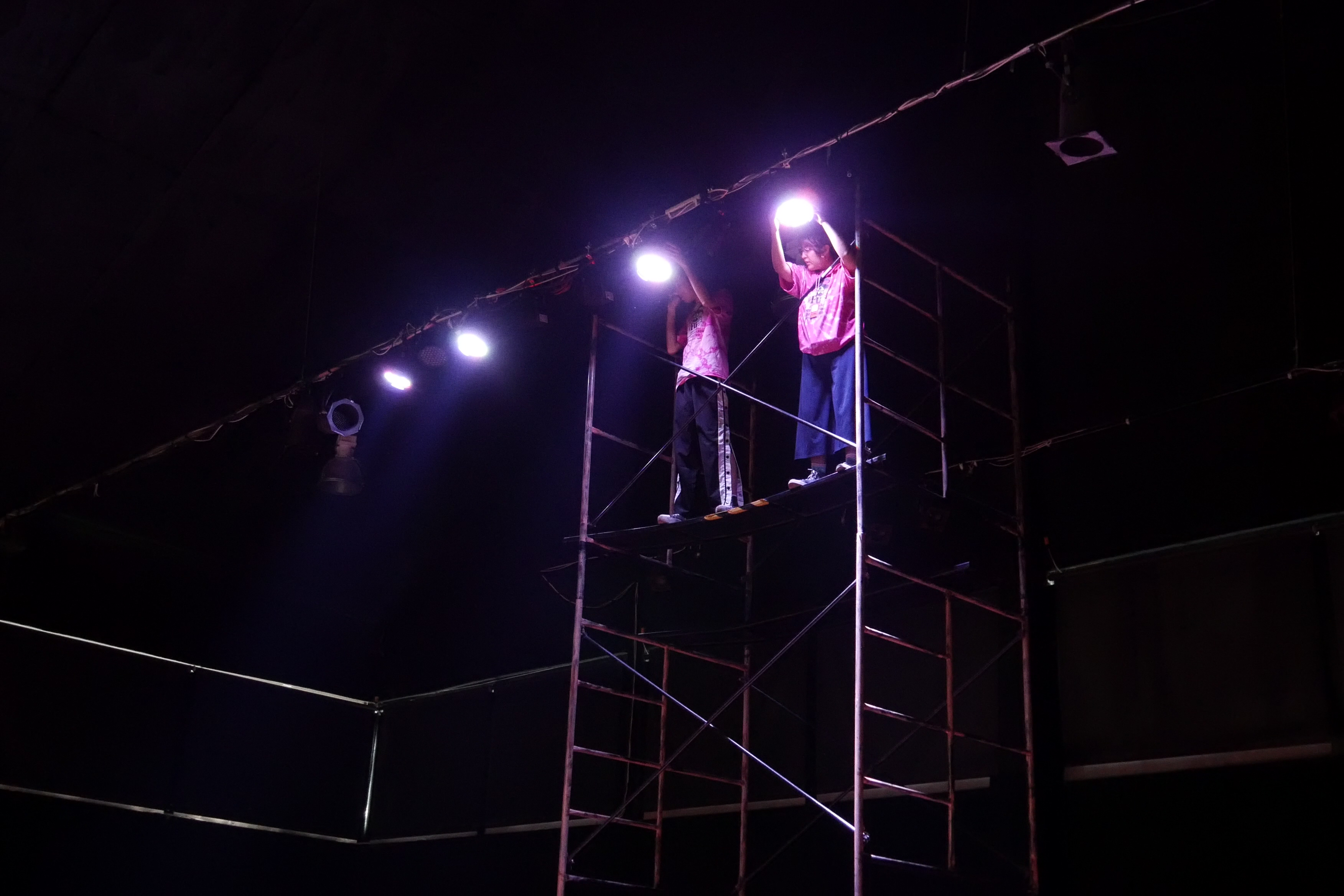
Preparació de la il·luminació per a una obra de teatre

### Il·luminació
La il·luminació és un factor escencial en una obra de teatre al estar els teatres interiors en sales totalment aïllades de l'exterior. És l'element més important des de que l'espectador entra a la sala fins que en surt. Hi ha dos tipologies d'il·luminació; la general, utilitzada mentre no es realitza l'obra de teatre per a que els espectadors puguin desplaçar-se per l'interior de la sala, i l'escènica, utilitzada per a garantir una bona visibilitat de l'escenari. Totes dues il·luminacions es controlen desde la cabina de control.
- Il·luminació general o bàsica: aquesta il·luminació és la que es posa a les zones dels espectadors per a garantir que aquests tinguin un bon nivell de llum mentre es desplaçen per l'interior de la sala. Normalment consta de diverses luminàries o làmpades disposades de formes lineals o geomèrtiques per a garantir un nivell de llum homogèni en tota la sala. Mentre s'està duent a terme l'obra escènica aquesta romàn apagada o a baixa intensitat.
- Il·luminació escènica: aquesta il·luminació és la que il·lumina l'escenari, els actors o altres elements d'interès. Aquesta il·luminació varia en cada obra de teatre i pot tenir focus mòbils, focus de seguiment, focus de colors, focus de baixa o alta intensitat, o focus de terra. La il·luminació que pot produïr pot ser frontal, lateral, zenital o pot crear efectes de contrallum. Amb la llum també es pot ambientalitzar l'escena recreant la llum del dia o la nit, neu, llamps o foc.

## Història

### Teatres a l'aire lliure

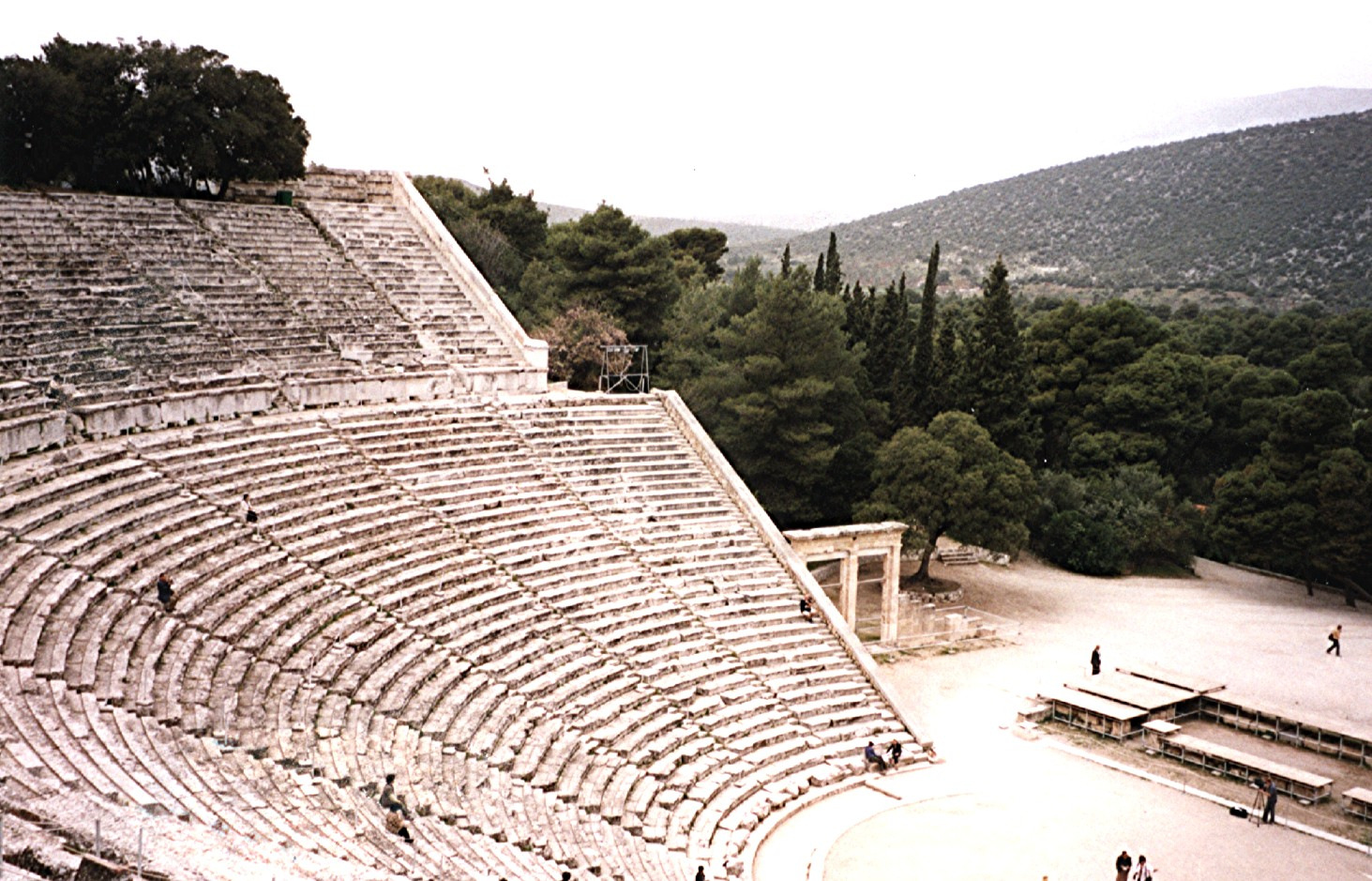
Teatre d'Epidaure, Grècia

#### Antiga Grècia
Els edificis o espais per a fer obres de teatre tenen el seu origen a l'Antiga Grècia. Els edificis teatrals grecs es deien theatron (lloc de veure). Els teatres eren grans estructures a l'aire lliure construïdes als vessants dels turons. Constaven tres elements principals: l'orquestra, l'skene i el públic.
La peça central del teatre era l'orquestra, o “lloc de ball”, una gran zona circular o rectangular. A l'orquestra se celebraven les representacions corals, els ritus religiosos i, possiblement, l'actuació. Al centre de l'orquestra hi havia un altar; a Atenes, l'altar estava dedicat a Dionís.
Darrere de l'"orquestra" hi havia un gran edifici rectangular anomenat "skene" (que significa "botiga" o "cabana"). S'utilitzava com a zona "entre bastidors" on els actors podien canviar-se de vestuari i màscares, però també servia per representar el lloc de les obres, que solien situar-se davant d'un palau o una casa. Normalment, hi havia dues o tres portes a l'skene que donaven a l'orquestra, i des d'on els actors podien entrar i sortir. Al principi, la skene era literalment una botiga o cabana, que es muntava per a la festa religiosa i es desmuntava en acabar. Més tard, la skene es va convertir en una estructura permanent de pedra. Aquestes estructures de vegades es pintaven perquè servissin de teló de fons. Un temple proper, sobretot al costat dret de l'escena, gairebé sempre forma part del complex teatral grec, cosa que podria justificar, com a transposició, la recurrència del frontó amb l'escena de pedra solidificada posterior.
Davant de la skene hi va haver una zona d'actuació elevada anomenada proskenion, antecessora del modern proscenium escenari. És possible que els actors (en contraposició al cor) actuessin completament al proskenion, però no és segur.
Del cercle de l'orquestra sorgia el públic. El públic s'asseia en fileres de bancs construïts al vessant d'un turó. Per tant, els teatres grecs, només podien ser construïts en turons que tenien formes adequades. Un teatre típic era molt gran, amb capacitat per a uns 15.000 espectadors.
Els teatres grecs no estaven envoltats de murs; l'audiència podien veure's entre ells i el paisatge circumdant com també els actors i el cor.

#### Imperi Romà
Els Romans van copiar l'estil grec, però no solien preocupar-se tant per l'emplaçament, estant disposats a construir murs i terrasses en lloc de cercar un emplaçament natural.
L'auditori (literalment "lloc per sentir" en llatí) era la zona on es reunia la gent, ia vegades es construïa en un petit turó o vessant on es podien fer fàcilment seients apilats, seguint la tradició dels teatres grecs . La part central de l'auditori s'esqueia en un turó o pendent, mentre que els seients radials exteriors requerien un suport estructural i sòlids murs de contenció. Per descomptat, això no sempre era així, ja que els romans tendien a construir els teatres independentment de la disponibilitat de vessants. Tots els teatres construïts a la ciutat de Roma estaven completament construïts per l'home sense l'ús de moviments de terra. L'auditori no tenia sostre, sinó que els tendals (vela) podien col·locar-se per sobre per protegir-se de la pluja o la llum del sol.
Alguns teatres romans, construïts en fusta, eren derrocats una vegada conclòs el festival per al qual van ser erigits. Aquesta pràctica es devia a una moratòria sobre les estructures teatrals permanents que va durar fins a l'any 55 aC. C., quan es va construir el Teatre de Pompeu amb l'addició d'un temple per evitar la llei. Alguns teatres romans mostren signes de no haver estat mai completats en primer lloc. L'Arausio, el teatre de la ciutat d'Aurenja (Orange), a França, és un bon exemple d'un teatre romà clàssic, amb un scaenae frons indentat, que recorda els dissenys dels teatres romans occidentals, tot i que manca l'estructura més ornamental. L'Arausio segueix dempeus avui dia i, té una sorprenent acústica i s'hi van reconstruïr els seients. Es pot considerar una meravella de l'arquitectura romana.
De l'època clàssica, pocs teatres han sobreviscut. Les pares de l'Església van lluitar amb vehemència contra la cultura romana de l'espectacle. Quan el cristianisme va esdevenir religió d'estat la lluita va conduir a la destrucció de la cultura espectacular i un eclipisi de les arts de l’escena fins a ben entrat a l'edat mitjana.

#### Edat medieval
Durant l'edat medieval el teatre quedava prohibit per l'Església. Al segle xii va renéixer discretament en l'església amb la representació d'escenes bíbliques. Excepte el teatre al carrer amb joglars no hi havia gaire tradició teatral i per descomptat no hi havia cap edifici per l'espectacle. Es jugava a cel obert en instal·lacions mobles improvisades com carros a places públiques.

#### Renaixement
A la primeria del segle xvi es construeixen les primeres sales estables a Itàlia. El primer edifici d'aquesta època que es va conservar fins avui és el Teatro Olimpico de Vicenza, estrenat el 1585, obra de l'arquitecte Andrea Palladio.

#### Teatres contemporànis
Els teatres contemporanis són sovint espais molt adaptables o teatres on el públic i els artistes no estan separats. A mesura que els nous estils de representació teatral han evolucionat, també ho ha fet el desig de millorar o recrear els llocs de representació. Això s'aplica igualment a les tècniques artístiques i de presentació, com ara la il·luminació de l'escenari. Durant els últims anys també s'han anat incorporant projectors, robots i altres tipus de tecnologies digitals que complementen els efectes visuals tradicionals i ajuden a modernitzar el teatre i adaptar-lo als nous temps.